# Газіосманпаша
Газіосманпаша (тур. Gaziosmanpaşa) — робітничий район Стамбула, Туреччина, на фракійському березі Босфору.
З населенням понад 400 000 чоловік це один з найбільш густонаселених районів.
В 2009 році район Газіосманпаша був розділений на три райони: Газіосманпаша, центральний; Султангазі — на півночі; і Арнавуткей, найпівнічніша частина.
Район межує з: Есенлер і Байрампаша на заході, Султангазі — на півночі і Еюп — на півдні та сході району.
Газіосманпаша був утворений з частин районів Еюп і Чаталка в 1963 році.
З відкриттям ліній штадтбану Т4 та метро М7 район приймає все більше іммігрантів.

## Історія
Назва району походить від імені Газі Осман-паші, відомого османського полководця, який діяв на Балканах.
Район був незаселеним до 1950-х років, коли почали прибувати іммігранти з Балкан.
Газіосманпаша швидко розширювався протягом 1970-х і 1980-х років через приплив людей зі східної Анатолії.
Населення продовжує збільшуватися.

## Квартали
- Багларбаші
- Барбарос Хайреттін Паша
- Февзі Чакмак
- Хюррієт
- Караденіз
- Карайоллари
- Карлитепе
- Казим Карабекір
- Меркез
- Мевлана
- Пазаричі
- Саригел
- Шемсипаша
- Єні-Махалле
- Єнідоган
- Ілдизтаб'я